# Vincent Malone
Vincent Malone (Liverpool, 11 settembre 1931 – Liverpool, 18 maggio 2020) è stato un vescovo cattolico britannico.

## Biografia
Vincent Malone nacque a Liverpool l'11 settembre 1931.

### Formazione e ministero sacerdotale
Compì gli studi per il sacerdozio presso il St. Joseph's College di Up Holland. Dopo l'ordinazione proseguì gli studi all'Università di Liverpool e nel 1959 conseguì un Bachelor of Science. Nel 1960 completò un corso post laurea in educazione all'Università di Cambridge e nel 1964 ottenne presso lo stesso ateneo un diploma in educazione.
Il 18 settembre 1955 fu ordinato presbitero per l'arcidiocesi di Liverpool nella chiesa di Sant'Osvaldo a Old Swan, Liverpool. In seguito fu cappellano al Notre Dame Convent and College a Mount Pleasant, Liverpool, dal 1955 al 1959; vicario parrocchiale della parrocchia di Sant'Anna a Overbury Street a Liverpool e insegnante part-time presso la scuola preparatoria di St. Francis Xavier (Cathedral Choir School) dal 1960 al 1961 e assistente insegnante e poi capo del dipartimento di religione della Cardinal Allen Grammar School di Liverpool dal 1961 al 1971. Nel 1967 divenne socio del College of Preceptors (FcollP).
Nel 1971 divenne cappellano dell'Università di Liverpool e nel 1979 amministratore della cattedrale metropolitana di Cristo Re a Liverpool. Nel 1980 venne nominato prelato d'onore di Sua Santità e membro nel capitolo della cattedrale. Nello stesso anno - come primo ecclesiastico in assoluto - venne eletto presidente del senato dell'Università di Liverpool. Nel 1981 l'ateneo celebrò il suo centenario. Fu anche presidente del consiglio dei sacerdoti dell'arcidiocesi, coordinatore regionale per la visita del papa nel 1982, vice portavoce dell'assemblea ecumenica delle Chiese del Merseyside e presidente del comitato permanente della stessa. Nel 1981 venne nominato vicario generale.

### Ministero episcopale
Il 13 maggio 1989 papa Giovanni Paolo II lo nominò vescovo ausiliare di Liverpool e titolare di Abora. Ricevette l'ordinazione episcopale il 3 luglio successivo nella cattedrale metropolitana di Cristo Re a Liverpool dall'arcivescovo metropolita di Liverpool Derek John Harford Worlock, co-consacranti i vescovi ausiliari della stessa arcidiocesi Kevin O'Connor e John Anthony Rawsthorne.
Nel 2003 scrisse un contributo per Healing Priesthood: Women's Voices Worldwide nel quale sosteneva che alle donne dovrebbe essere consentito di ascoltare le confessioni e assolvere i penitenti, sulla base del fatto che alcuni cattolici potrebbero preferire confessare i loro peccati a una donna.
Il 26 ottobre 2006 papa Benedetto XVI accettò la sua rinuncia all'incarico per raggiunti limiti di età.
Continuò a prestare servizio come vicario generale fino al 2019 e ad amministratore il sacramento della cresima.
Nel gennaio del 2010 compì la visita ad limina.
In seno alla Conferenza episcopale di Inghilterra e Galles fu presidente del comitato sull'istruzione superiore e rappresentante presso il National Board of Catholic Women (NBCW).
Morì al Royal Hospital di Liverpool il 18 maggio 2020 all'età di 88 anni per COVID-19. È sepolto nel cimitero di Allerton, un sobborgo di Liverpool. Il 1º giugno successivo si tenne una solenne messa in suffragio nella cattedrale metropolitana di Cristo Re a Liverpool.

## Genealogia episcopale
La genealogia episcopale è:
- Cardinale Scipione Rebiba
- Cardinale Giulio Antonio Santori
- Cardinale Girolamo Bernerio, O.P.
- Arcivescovo Galeazzo Sanvitale
- Cardinale Ludovico Ludovisi
- Cardinale Luigi Caetani
- Cardinale Ulderico Carpegna
- Cardinale Paluzzo Paluzzi Altieri degli Albertoni
- Papa Benedetto XIII
- Papa Benedetto XIV
- Papa Clemente XIII
- Cardinale Marcantonio Colonna
- Cardinale Giacinto Sigismondo Gerdil, B.
- Cardinale Giulio Maria della Somaglia
- Cardinale Carlo Odescalchi, S.I.
- Cardinale Costantino Patrizi Naro
- Cardinale Lucido Maria Parocchi
- Papa Pio X
- Cardinale Gaetano De Lai
- Cardinale Raffaele Carlo Rossi, O.C.D.
- Cardinale William Godfrey
- Cardinale John Carmel Heenan
- Arcivescovo Derek John Harford Worlock
- Vescovo Vincent Malone